# Eintopfsonntag

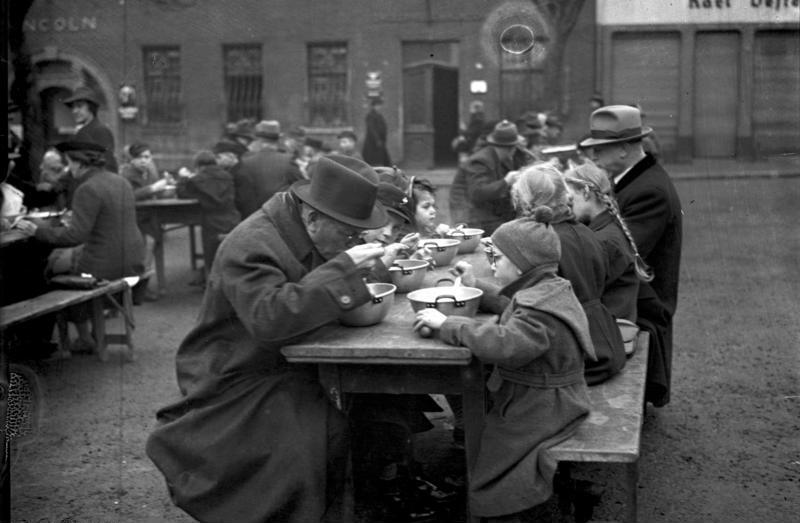
Publiczny posiłek składający się z eintopfu na rzecz Niemieckiej Pomocy Zimowej (Winterhilfswerk) w Wormacji w roku 1938 (Bundesarchiv)

Eintopfsonntag — w języku niemieckim, niedziela z eintopfem, czyli prostym daniem przygotowywanym w jednym garnku, zastępującym cały obiad. Idea eintopfsonntag została wprowadzona 1 października 1933 roku przez III Rzeszę.
W okresie od października do marca w każdą pierwszą niedzielę miesiąca obiad w niemieckich gospodarstwach domowych powinien zostać zastąpiony przygotowaniem eintopfu. Koszt tego posiłku nie powinien przekraczać 50 fenigów na osobę. Zaoszczędzona w ten sposób kwota powinna zostać wpłacona na rzecz nowo utworzonej Niemieckiej Pomocy Zimowej (niem. Winterhilfswerk des Deutschen Volkes, WHW) i w ten sposób służyć wsparciu potrzebujących. Środki były zbierane przez pracowników Narodowosocjalistycznej Opieki Społecznej (niem. Nationalsozialistische Volkswohlfahrt, NSV). Akcji towarzyszyło hasło czynu niemieckiego socjalizmu.
Gazety wielokrotnie publikowały przepisy na dania przygotowywane w jednym garnku, ukazała się również książka kucharska autorstwa Erny Horn. Publiczne spożywanie eintopfu było wykorzystywane przez czołowe osobistości III Rzeszy jako narzędzie propagandy, m.in. przez Adolfa Hitlera i Josepha Goebbelsa.

Zadaniem niedzieli z eintopfem jest nie tylko wsparcie materialne (poprzez zbiórki pieniężne), lecz także ideowe poprzez budowę poczucia wspólnoty narodowej. Nie wystarcza złożyć datek w ramach niedzielnej akcji a później spożyć normalny niedzielny obiad. Podczas niedzieli z eintopfem cały naród niemiecki powinien świadomie ponosić ofiarę (...), aby pomóc potrzebującym pobratymcom.

W czasie drugiej wojny światowej zaniechano (a w roku 1942 również zakazano) używania określenia „Eintopfsonntag”, zastępując je zwrotem „Opfersonntag“ (niem. niedziela ofiarna).